# Panth Piploda
Panth Piploda (també apareix com Punth Piploda i Panth-Piplanda) fou un estat tributari protegit a l'agència de Malwa, Índia central.
La superfície era de 49 km² i la població de 4.086 habitants el 1881 i de 3.544 habitants el 1901 quasi tots hindús. Els ingressos s'estimaven el mateix any en 15.000 rúpies. El sobirà portava el títol de pandit i era un braman karada dakshani. L'estat depenia directament del govern britànic i rebia un tribut per deu pobles de les comarques de Mundavul i Mundipur.
Panth-Piploda era també una província del Raj Britànic. Actualment està ubicada al Districte de Ratlam de l'estat de Madhya Pradesh a l'Índia central.